# 신식 (불교)
신식(身識, 산스크리트어: kāya-vijñāna 카-야 비즈냐-나, 팔리어: kāya-viññāṇa 까-야 윈냐-나) 또는 몸의 알음알이는 촉각적 지각 또는 인식을 뜻한다. 즉, 사물의 촉각적 측면(촉경) 즉 감촉에 대한 앎(알음), 요별, 분별, 또는 지식을 말한다.
다음의 분류 또는 체계에 속한다.
- 안식 · 이식 · 비식 · 설식 · 신식의 5식(五識) 또는 전5식(前五識) 중 하나이다. 즉, 감각적 인식 또는 감각적 마음에 속한다. 또는 물질적 마음의 한 측면이다.
- 안식 · 이식 · 비식 · 설식 · 신식 · 의식의 6식(六識) 중 하나이다. 즉, 마음에 속한다. 또는 마음의 한 측면이다.
- 안처 · 이처 · 비처 · 설처 · 신처(身處) · 의처 · 색처 · 성처 · 향처 · 미처 · 촉처 · 법처의 12처 중 신처에 해당한다. 엄밀히 말하면, 신처에 속한다 즉 신처의 일부이다.
- 안계 · 이계 · 비계 · 설계 · 신계 · 의계 · 색계 · 성계 · 향계 · 미계 · 촉계 · 법계 · 안식계 · 이식계 · 비식계 · 설식계 · 신식계(身識界) · 의식계의 18계 중 신식계에 해당한다. 즉, 신식계와 동의어이다.

12처의 법체계에 따르면, 신처를 이루는 것이 신근(몸)과 신식(몸의 앎)이다. 즉, 12처의 법체계의 관점에서는 신근과 신식은 떼려야 뗄 수 없는 아주 밀접한 관계에 있다. 그런데 18계의 법체계에 따르면, 신근은 신계에 해당하고 신식은 신식계에 해당하여 서로 별개이다. 즉, 신근과 신식은 떼려야 뗄 수 없는 관계가 아니라 서로 별개의 법(존재·현상)이다. 불교에 따르면, 18계의 법체계는 둔근자에게 가르친 세세한 가르침이고 12처의 가르침은 이미 18계의 가르침을 잘 알고 있는 이에 대한 가르침이다. 따라서, 정확한 해석은 18계에 의한다. 즉, 신계(몸)와 촉계(촉각적 대상, 촉경)와 신식계(촉각적 앎, 촉각적 인식)는 별개로서, 엄밀한 표현으로, '신근(몸)과 촉경(감촉)을 연하여 신식이 생겨난다'고 표현하며, 이것은 다시 '별개의 존재(법)인 신근(몸)과 별개의 존재인 촉각적 대상을 조건으로 하여 별개의 존재인 신식(몸의 앎, 몸의 알음알이)이 생겨난다'는 뜻이다. 달리 말해, 신근이 신식을 가지고 있어서 신근에 의해 신식이 생겨나는 것이 아니다. 또한 촉경이 신식을 가지고 있어서 촉경에 의해 신식이 생겨나는 것도 아니다. 또한 신근(몸)과 신식(촉각적 앎 또는 감촉을 느끼는 능력)을 가지고 있는 별도의 나가 있어서 신식이 생겨나는 것도 아니다. 다만, 항상 엄밀한 표현을 사용하는 것이 편리하지 않기 때문에, 세상의 일반적인 통용 표현으로 '몸에 의해 신식이 생겨난다' 또는 '촉각적 대상에 의해 신식이 생겨난다' 또는 '나의 신식이 생겨난다' 또는 '내가 감촉을 느낀다'라는 등의 표현을 허용할 뿐이다.

## 경론별 설명

### 아비달마품류족론
부파불교의 설일체유부의 논서 《아비달마품류족론》 제3권에 따르면 신식의 정의는 다음과 같다.
신근(몸)과 촉경(맛)을 연하여 생겨나는 '촉각적 인식'[身識, 신근의 인식, 몸의 앎, 몸의 알음알이]을 말한다. 이와 같이 신근이 소의[增上, 발동근거]가 되고 촉경이 소연(所緣, 인식대상)이 되어 신근에 의해 알게 되는 바인, 촉경에 대한 모든 과거의 앎(요별) · 현재의 앎 · 미래의 앎을 통칭하여 신식이라 이름한다.

眼識云何。謂眼及色為緣生眼識。如是眼為增上。色為所緣。於眼所識色。諸已正當了別。是名眼識。耳鼻舌身意識亦爾。
안식(眼識)이란 무엇인가? 안근(눈)과 색경(색깔 · 모양)을 연하여 생겨나는 '시각적 인식'[眼識, 안근의 인식, 눈의 앎, 눈의 알음알이]을 말한다. 이와 같이 안근이 소의[增上, 발동근거]가 되고 색경이 소연(所緣, 인식대상)이 되어 안근에 의해 알게 되는 바인, 색경에 대한 모든 과거의 앎(요별) · 현재의 앎 · 미래의 앎을 통칭하여 안식이라 이름한다. 이식(耳識) · 비식(鼻識) · 설식(舌識) · 신식(身識) · 의식(意識)도 또한 그러하다.

## 감촉을 느끼는 능력에 대한 이견
신근(몸)과 신식(촉각적 앎)과 촉경(촉각적 앎의 대상)이 서로 별개의 법(존재 · 현상)이라는 것에 대해서는 불교의 제 부파가 의견이 일치한다. 하지만, '감촉을 느끼는 능력[觸]'이 이 셋 중 어디에 속해 있는가에 대해서는 의견이 갈린다. 물론, 촉경에 속하지 않는다는 것은 자명한 일이므로 촉경에 속한다고 주장하는 이는 없다. 감촉을 느끼는 능력에 대한 이견이란 근(인식도구)과 식(인식 그 자체) 중 무엇을 더 주체라고 할 수 있는가에 대해서 의견이 갈린다는 것을 뜻한다. 나아가, 근이 더 주체라면 그릇된 인식 즉 비리작의 즉 전도(顚倒)를 극복하는 수행에 있어서 몸(근, 물질적인 것, 신체)에 변형을 일으키는 것에 무게를 두어 수행을 해야 할 것이고 식이 더 주체라면 수행에 있어서 마음(정신적인 것, 멘탈)에 변형을 일으키는 것에 무게를 두어 수행을 해야 할 것이라는 것을 뜻한다.
설일체유부에서는 감촉을 느끼는 능력이 신근에 있다는 '신근이 감촉을 느낀다[身根觸]'는 근견설(根見說)을 정통설로 본다.
대중부의 법구(法救) 등의 논사는 감촉을 느끼는 능력이 신식에 있다는 '신식이 감촉을 느낀다[身識觸]'는 식견설(識見說)을 정통설로 본다.
유식유가행파에서는 감촉을 느끼는 능력이 신근과 신식의 화합에 있다는 '신근과 신식의 화합이 감촉을 느낀다[根識和合觸]'는 화합견설(和合見說)을 정통설로 본다.

## 같이 보기
- 촉 (불교)
- 3사화합
- 십이연기설#(3) 식(識)
- 십이연기설#(6) 촉(觸)
- 해로운 과보의 마음
- 원인 없는 유익한 과보의 마음